# Obsolete (Dashiell Hedayat)
Obsolete è il secondo ed ultimo album dello scrittore e musicista francese Dashiell Hedayat, pseudonimo di Daniel Théron, che aveva pubblicato il primo disco con l'altro pseudonimo Melmoth. È stato pubblicato dall'etichetta francese Shandar (codice SR 10 009) nel 1971 e si avvale del contributo dei Gong, l'allora emergente band di space rock psichedelico guidata dal chitarrista australiano Daevid Allen.
Hedayat scrisse i testi e le musiche nel 1969, ma l'album fu registrato nel maggio del 1971 agli Strawberry Studios del castello di Hérouville, in Francia. Fu quello un periodo particolarmente produttivo per i Gong, che nello stesso anno registrarono gli album Banana Moon, attribuito a Daevid Allen, Camembert Electrique e Continental Circus.
Oltre a suonare le tastiere e la chitarra, Hedayat canta e spesso parla nei brani in francese. Altri contributi significativi alla voce sono quelli del bimbo Sam Ellidge, figlio di Robert Wyatt, e soprattutto il breve intervento parlato del grande scrittore William Burroughs. In questo disco, la formazione dei Gong è composta da Allen alla chitarra, Gilli Smyth al canto con i suoi caratteristici "sospiri spaziali", Didier Malherbe ai fiati, Christian Tritsch alla chitarra e basso e Pip Pyle alla batteria.
Pur non raggiungendo il livello artistico di Camembert Electrique, l'album ha avuto una buona accoglienza dalla critica. Secondo l'edizione francese del febbraio 2010 della rivista Rolling Stone, Obsolete era l'81º miglior album di rock francese. Il critico musicale transalpino Philippe Manœuvre lo ha inserito tra i 123 album essenziali del rock francese.
Disco votato allo sperimentalismo e alla psichedelia, sulle note di copertina viene raccomandato di suonarlo a tutto volume e di ascoltarlo "sconvolti" il più possibile.

## Tracce
Tutti i brani sono stati scritti e composti da Dashiell Hedayat

### Lato A
- Eh, Mushroom, Will You Mush My Room ? - 19:40
  - Chrysler
  - Fille De L'Ombre
  - Long Song For Zelda

### Lato B
- Cello Drive / 17 - 21:09

## Formazione
- Dashiell Hedayat - voce, tastiere e chitarra in Chrysler
- Daevid Allen – chitarra solista
- Gilli Smyth – voce
- Didier Malherbe – sassofono, flauto
- Christian Tritsch - chitarra acustica e basso
- Pip Pyle - batteria e chitarra in Cello Drive / 17
- William Burroughs - voce in Long Song For Zelda
- Sam Ellidge - voce